# 2COOL!
2COOL!（ツークール!）は2004年〜2008年度のナイターオフに東海ラジオ放送で放送されていた夕方の情報番組。

## 概要
東海地方の民放AMラジオ局の東海ラジオとCBCラジオでは毎年シーズンオフになると、地元のプロ野球球団である中日ドラゴンズの関連情報番組をこぞって放送してきた。
東海ラジオでも2003年まではドラゴンズの情報番組「ドラゴンズ・ガッツナイト」などが放送されていたが、2004年以降はCBCとの差別化を図るため、夕方の番組枠で新たにシーズンオフの番組を編成することとなった。
本番組は、当時30代前半の団塊ジュニア世代を中心として、これ以上の年齢層をターゲットとした番組としてスタートした。

## 放送時間
- 2004年度：月曜日 - 金曜日 18時 - 20時45分（2005年1月 - 3月は、20時45分 - 21時に「2COOL!ターボ」を放送）
- 2005年度：月曜日 - 金曜日 18時 - 20時30分
- 2006年度：月曜日 - 金曜日 18時-21時
- 2007年度：月曜日 18時 - 20時、火曜日 - 金曜日 18時 - 20時55分
月曜日が時間短縮になっているのは、20時 - 21時を『下川みくにの見えちゃうラジオ』に割り当てているため。ただし同番組の放送が別曜日に振替られた場合には21時までの放送となる。
- 2008年度：月曜日 - 金曜日 18時15分 - 20時55分

## パーソナリティ
※の表記があるのは東海ラジオアナウンサー。

### 2004年度
- 月曜日・火曜日：山浦ひさし・佐藤友香※
- 水曜日：坂口美奈子・大澤広樹※
- 木曜日：村上和宏※・篠崎友華里
- 金曜日：源石和輝※・西村知穂

### 2005年度
2005年度は、9月中にドラゴンズが優勝を逃すことが確定し東海ラジオのドラゴンズ戦中継も打ち切られたため、10月からの放送開始となった。
- 月曜日・火曜日：坂口美奈子・大澤広樹※
- 水曜日：タックイン・佐藤友香※
- 木曜日・金曜日：山浦ひさし・青山紀子※

### 2006年度
2006年度からは特定の曜日のみ東京スタジオから生放送を行うスタイルがスタートした。またこの年度はドラゴンズ優勝決定が10月にずれ込み、さらに日本シリーズ中継が続いたため、月曜日以外は実質的に10月下旬より放送が開始された。なお、坂口が2007年1月12日の放送を最後に長期休養のため降板。1月19日に出演者の変更が行われている。
- 月曜日：大仁田厚・黒田治　
  - 東海ラジオ東京支社からの放送。
- 火曜日：坂口美奈子・大澤広樹※（2006年1月22日よりタックイン・山崎聡子※）
- 水曜日：山浦ひさし・青山紀子※
- 木曜日：安蒜豊三※・深谷里奈※
- 金曜日：大澤広樹※・坂口美奈子（2006年1月22日より若杉直美に交代）

### 2007年度
2007年度は、東海ラジオの10月のドラゴンズレギュラーシーズン公式戦中継日数が少なく、クライマックスシリーズまで間が空いたため、10月2日 - 11日に全曜日で放送が開始された。また前年度に一時降板した坂口が復帰した。
- 月曜日：坂口美奈子・大澤広樹※
- 火曜日：タックイン・青山紀子※
- 水曜日：兵藤ゆき・タイムマシーン3号
  - 東海ラジオ東京支社からの放送。
- 木曜日：雷門幸福・佐藤友香※
- 金曜日：ヨーコ・ゼッターランド・村上和宏※

### 2008年度
2008年度は、9月上旬の時点でドラゴンズが優勝を逃すことが確定していた事に加え、ナゴヤドームでのレギュラーシーズン最終日となった9月28日で中継を打ち切った事、さらにクライマックスシーズンまで間が空いていた事が重なり、9月29日 - 10月3日より全曜日で放送が開始された。
- 月曜日：森貴俊※・青山紀子※
- 火曜日：多田木亮佑・佐藤友香※
- 水曜日：兵藤ゆき・タイムマシーン3号
  - 東海ラジオ東京支社からの放送。
- 木曜日：坂口美奈子・吉川秀樹※
- 金曜日：ヨーコ・ゼッターランド・村上和宏※

## 主なコーナー

### 番組終了時
- 中日新聞ニュース・天気予報
当日のニュースを短く多く伝える。18時10分、18時45分（トヨタL&F中部提供）、19時20分（月・火・水・金）、20時時報後（火・水・木・金）の4回。基本的に、ニュース・天気予報共に各曜日のアナウンサーが読み上げるが、二人のアナウンサーで番組を進行している場合は交互に読む（2006年木曜・2008年月曜）。坂口が出演している曜日のみ、天気予報は坂口が伝える。また、18時10分頃のニュースのみ「中日新聞ヘッドラインニュース」として進行、ニュースに関する音声（主にインタビュー等）がニュースとともに流されることがあった。2007年度の月曜日で21時までの放送となった日は、20時時報後も他の曜日と同様にニュースを伝えた（10月15日・22日、12月24日）。
なお、2006年度月曜、2007・2008年度水曜は東京支社からの放送であるため、本社のアナウンサーがニュース等を読み上げる（2007年度は原光隆アナウンサー（10月第3週まで）→成田香織アナウンサー（11月第2週以降）、2008年度は角田智美アナウンサーか山口由里アナウンサー）。その場合、他のワイド番組同様、パーソナリティーが呼びかけをしてからニュース等を伝える。
2008年度は放送開始時間変更に伴い、毎時45分からの放送（18時台のみトヨタL&F中部提供）。
- 交通情報
18時15分、18時50分、19時25分の3回。宿直担当アナウンサーが伝える。18時15分の提供は若鯱家で、この時間のみBGMをCMソングにして伝える。
2008年度は18時・19時台のニュースと天気予報の後。
- 子どもを守ろう！〜子どもの明るい未来は大人の手で〜（18:20頃 - 18:30頃。2008年度 - ）
毎週著名人を迎え、子どもとの接し方や子育ての秘訣など話を聞く。聞き手は山崎聡子アナウンサーと中村由紀（東京を中心に活動している著名人に話を聞くことが多い）が交互に担当。
- スズキアリーナ夕焼け応援団
ドラゴンズ応援クイズと称して、東海ラジオ ガッツナイターのバックナンバーから、チープな野球クイズを出題。
  - 2005年度より、金曜日（多少の曜日変更あり）は、リポーター古池真由美が、東海三県のスズキアリーナのディーラーから中継をする。中継先ではマラカスなどを使い、要所要所で盛り上がっている。
  - 2006年度より東京支社からの放送では、あらかじめ出場希望者をメール等で募り抽選で選ばれた出場者に問題が出題されるが、回答者に正解してもらいたいとの思いからか、正解がわかるようにヒントを出している。他の曜日は問題出題後正解が出るまで電話をつなぐ形式。
  - 2008年度は、放送開始時間を変更したため、18時30分頃にクイズが出題される。
- 今週の推薦曲（18時台後半。2008年度 - ）
2COOL!が推薦する曲を1週間通して放送する。
- JOYFUL SKI NOW
12月頃からのスキーシーズンから岐阜・滋賀・長野にある主なスキー場の積雪情報を伝える。また不定期（2007年度は毎日）で、1つのスキー場の関係者と電話をつなぎ、様々な情報を伝えてもらう「スキー場ガイド」がある。2005年度までは小島一宏 モーニングあいランド内のコーナーだったが、2006年12月より2COOL!に移った。
2008年度は、18時台の交通情報終了後に放送。なお、12月8日 - 14日は聴いて元気週間だったため、翌週の12月15日から当コーナーの放送を開始した。
- トーチュウ芸能デスク（19時11分頃）
翌日の紙面に掲載する予定の芸能記事及びその日の旬な芸能の話題を、東京中日スポーツの記者が電話出演して紹介する。
- アーティスト特集（19時30分頃）
毎回一組のアーティストを取り上げて、楽曲を4曲 - 6曲程度かける。2005年以降は、リクエストを受け付けずゲストを交えてのインタビューとなったり、新しく発売されるアルバムの一部を紹介することもしばしばである。2006年は「にたズバ!（後述）」・2008年は週刊!サカラジのため、火 - 金のコーナーとなった。
- エンタメヘッドライン（2007年までは18時30分頃 - 、2008年からは19時50分頃 - ）
当日の夕刊スポーツ紙から芸能記事を拾い読みする。ただし2006年度は一般の夕刊紙の記事も取り上げるようになった。
- 吉川喜倭到 「人は気の動物!」（月・木。20時35分頃放送。）
- あかひげ先生!ズバリ解決（火曜日のみ。20時35分頃放送で、あかひげ薬局提供。）
- チケットインフォメーション（月・木・金）
東海地方のコンサートのチケット情報を届ける。
- エンディング（20時50分頃）

### 過去
- ドラゴンズレポート（19時時報後。2007年度まで）
中日ドラゴンズの最新情報を、東海ラジオスポーツアナウンサーや解説者らに伝えてもらう。東海ラジオ ガッツナイター感謝の夕べ（シーズンオフに行われ、年間を通じて活躍した選手を招待し、表彰するパーティー）が行われる場合は、会場からのレポートがはいる。2005年度はこのコーナーのあとにスポーツニュースが入った。また、2008年度10月上旬まではゲームがあったため、毎時50分頃に試合の状況がレポートされた。
- 県警インフォメーション[東京からの生放送を除く（2006年は月、2007年は水）、火 - 金・18時55分頃]
愛知県警・岐阜県警・三重県警からのお知らせ・防犯などに関する情報を、事前に収録したものを流す形で届ける。2006年途中より美味時間より移ってきた。県警インフォメーション自体は現在も放送しているが、放送枠はかにタク言ったもん勝ちに移っている。
- 中日スポーツニュース・中日ドラゴンズ情報（18時40分頃。2007年度まで）
中日スポーツ編集部のデスクが電話出演し、翌日の記事について語る。なお、2005年度の金曜日に限り名古屋グランパスエイト情報となり森貴俊アナウンサーが出演したが、山浦が森をいじるコーナーへと変質していった。
- 今週のリリース曲（火 - 金。2007年度のみ）
その週の水曜日にリリースされる（シングル・アルバム）を届ける。また、来週リリースになる曲を紹介、来週かける曲を抽選する。木曜日担当の雷門幸福はこのコーナーで一部ファンしか知らないような曲を紹介・フライングをかけ、そのあと抽選で決まった曲を発表することが多い。

## 日替わりコーナー
20時台に放送される、各曜日独自のコーナー。

### 2008年度
月曜日
- 週刊!サカラジ（月曜 19:20頃 - 19:45頃のアーティスト特集枠で放送）
名古屋グランパス・FC岐阜・名古屋オーシャンズ（提供：アシアナ航空）に関する情報を伝える。
- 男と女の修羅場★ラ★バンバ
「もしもこんな修羅場に遭遇した場合、あなたならどうするか？」をテーマに、「私ならこの様に切り抜ける」という作品を公募する。優秀作品は「シュラバスター」、おバカ作品は「シュラバカ」として、それぞれ賞品がプレゼントされる（2008年途中から各賞を発表する際、それぞれオリジナルのジングルが放送される）。タイトルから見てもわかるとおり、一つの作品が紹介されると、その都度　サザンオールスターズの「シュラバ★ラ★バンバ」が流れる。
19時の時報後・コーナーのオープニング後に今日のテーマを紹介するためのミニドラマを放送する。基本的に森と青山のみが出演するが、他に出演者が必要な場合は月曜の東海ラジオ夜勤担当アナで当曜日でも交通情報を担当する篠田陽子が担当する。

火曜日
- 今夜の一品（提供：養老ミート。※2009年1月27日 - ）
調理師免許を持つ多田木がちょっとしたおかずのレシピを紹介する。
- 火曜日のイマジン（提供：アイディールヘルスフードコーポレーション）
「想像力」をコンセプトに多田木と佐藤、並びに多田木の劇団に所属する劇団員も交えて繰り広げる生ラジオドラマ。かなり際どい場面を織り込んでいる。コーナーの趣旨として演者が途中で笑ったり、台詞を噛んだり、不自然な事をしたとしても、最初からやり直す事は一切しない。ただし、失敗したときには青山の色っぽい声が効果音として流れる。ドラマ終了時点での「失敗合計数×500円分」の図書カードが抽選でリスナー1名にプレゼントされる。

水曜日
- 東京ふくめん調査隊（19:00の時報後）
前年度「いただきました！」と近い内容。東京で見つけた物を紹介する。当初隊員がもっている隊員証は番組内でプレゼントしていた。
- Show&Tell
前年度と同じ。
- 2COOL!水曜ご意見バトル
メンバーが随時発表するテーマに対してリスナーから意見を募るコーナー。一定のテーマではなく放送中にころころ変わることが多い。

木曜日
- 秀樹！感劇！！
坂口が取り上げる映画の中から、その映画の1シーンで発した台詞を公募する。月曜日同様　優秀作品には「美奈子も秀樹も感劇で賞」として、1名に商品券がプレゼントされるが、同じ作品が2通以上来た場合は、抽選となる。作品の見本として、吉川が考えた台詞から最初に発表し、その後に公募を行う。なお、劇中での実際の台詞は、全ての作品が紹介された後に坂口が発表する。
- 2COOL！木曜日お勧め映画情報
「秀樹！感劇！！」の出題の後。坂口が映画情報を伝える。

金曜日
- 毎週が生アスリート
前年度の『アスリートゲストコーナー』と同じ内容。
- 名古屋グランパス津田知宏の“津田でございます！”
名古屋グランパスの津田知宏が選手が同じチームの選手をゲストとして迎え、トークをしたり、リスナーからのメッセージを読んだりする。

### 2007年度
月曜日
20時終了のためなし。
10月15日、22日はナイターの関係で3時間放送になったため「復活ムービーソムリエ」と題し、「ムービーソムリエ」を行った（詳細については前年度分参照）。
12月24日も3時間の放送となり、「復活ムービーソムリエ」に加え「不幸自慢大会」と称してリスナーの不幸なエピソードを公募したり電話を繋いだりした。
火曜日
- ビューティフルジャパン宣言「私の公約」
「美しい日本」にするために実践するための公約を毎週公募する。ただしお題として頭文字は50音順に毎回2つずつ変わっていく。パックンマックン・チケットインフォメーションを挟んで、前半はタックインと青山の作品が、後半は投稿作品が紹介される。なお、コーナー名は第1次安倍内閣のキャッチフレーズにちなむが、開始早々に安倍内閣が退陣となったため「あの人の意思を引き継いで…」という枕詞で始まることになった。優秀作品はホームページ上に掲載された。

水曜日
- いただきました！（18時40分 - ）
東京に出店している店から商品を貰い、リスナープレゼントをする。
- Show&Tell
最近よく聞くが意味はよく分からないであろう言葉を取り上げて、メンバー自身が調べて解説する。
- あなたにThank you!
リスナーの身近な人への感謝をするコーナー。リスナーからのメッセージの後に効果音を流す形。なお、効果音は水曜日一人目のゲストの堀内孝雄の声である。

木曜日
- NGワード90秒一本勝負
90秒以内に雷門・佐藤がそれぞれに渡されたNGワードを相手に言わせるゲーム。攻撃側が言わせたら勝ち、もし分かってしまって当てられたら負けである。勝負前には勝敗予想を、NGワードが明らかにならなかったらリスナーに当ててもらう。
- センター英語のカリスマと呼ばれた男（2007年12月 - 。月1回、本来はパックンマックンの笑って覚える英会話が放送される時間帯に放送される）
ドラゴン桜でモデルにもなった駿台予備校の人気英語講師・竹岡広信の魅力や指導法に迫る。ナレーションは佐藤友香。

金曜日
- アスリートゲストコーナー
様々なジャンルのスポーツで活躍する人が登場し、パーソナリティと話を展開していく。基本的には電話を用いての話だが、極稀にスタジオにゲストが登場する事もあった。

### 2006年度
月曜日
- にたズバ！（19時30分 - ）
毎週さまざまなゲストを迎えたトーク。1回目は大仁田厚が国会議員を務めているということもあり、古賀誠が出演した。なお、話が盛り上がり、アーティストがゲストなのにさほど曲がかからないこともあった。
- 大仁田・黒田のくるくるファイヤー
テーマにそって、議論したり、リスナーのお便りを読むコーナーだったが、後に大半の時間が大仁田が黒田をいじるフリートークコーナーに変質した。

火曜日
- 目指せ!公募大師
毎週1つの命名公募企画を取り上げ、タックイン・山崎（2007年1月9日までは坂口・大澤）とリスナーからの投稿意見の中から、実際に番組として応募する名前を決める。賞品が当たった場合聴取者プレゼントに回すことになっていたが、実際には応募作品はすべて採用されず賞品獲得もならなかった。2007年12月からお題プレゼンターとしてディレクター（通称：ティンコ）が出演したが不規則発言が多く番組をかき回している側面が強かった。

水曜日
- セレブ御仕立て塾
「成金途上芸人」山浦と、「勘違いセレブアナウンサー」青山が、個々のケースごとに「セレブ」としての振る舞いを学ぶ。なお、このコーナーでは、謎の「天の声」が登場し、セレブになるための教えを語る。

木曜日
- 俺の私のmy way
1つのテーマに対して安蒜と深谷が持論を展開、ディレクターがどちらの意見に賛同するか判断する。

金曜日
- ムービーソムリエ リターンズ（ - 2007年1月12日）
毎週一つのテーマについて、坂口・大澤が映画を一つずつ選び紹介する。2004年版の復活（パーソナリティー交代のため途中打ち切り）。
- 今週のザ・ワースト（2007年1月26日 - ）
2004年度に行われていたコーナーの復活版。大澤のみが腹の立つ出来事を選び紹介する。なおこのコーナーは、終了後も復活を希望するメッセージが寄せられていたらしく、日曜午後の大澤・若杉コンビの直球勝負!大澤広樹でも類似コーナー（「くち・あんぐりー!」）がスタートしている。

月曜日 - 金曜日
- 看板娘ホッピー・ミーナの HOPPY HAPPY BAR（2006年11月 - 2007年3月。20時10分から3分間ニッポン放送からネット。番組ネットは継続中だが、2007年度は内包されない。）

### 2005年度
月曜日
- ヒットミー シネマンデー!
近々公開になる日本映画の情報を、シネマコーディネーター・松岡ひとみが紹介する。また、その映画にちなんだテーマで前年度のように、坂口・大澤が映画を選び一つずつ紹介する。

火曜日
- ラブ・ピアッツァ

木曜日
- 奥山敬造を迎えて（コーナー名はなし）
大まかには、前年度金曜日と同じ。毎週一つのテーマについて、奥山敬造とトーク。

クリスマス特別企画 連続ラジオドラマ「GOCHIMU」
2005年度下半期聞いて元気週間を挟み、12月5日から12月23日までの3週（15日）に渡って放送されたラジオドラマ。野垣遊・著「GOCHIMU」をドラマ化。2005年度出演者が全員出演し、主人公・孝介を山浦が、ヒロイン・真紀を坂口、準ヒロイン・亜美を佐藤が演じた。

### 2004年度
月曜日
- ジェンガトーク
パーティーゲームの「ジェンガ」をやりながらフリートークをする。

火曜日
- たられば
様々なお題について、想像力を働かせてとんでもない○○を作ろうというネタコーナー。「ヒッツ・サンデー」（2005年4月 - 2007年3月放送）に引き継がれ、現在はコーナー名は違うが土曜日の「山浦ひさし 全力疾走」に移っている。

水曜日
- 今週のザ・ワースト
坂口・大澤アナがこの1週間の間にあった、世の中及び自身にまつわる腹の立つ出来事についてトークする。
- ムービーソムリエ
毎週一つのテーマについて、坂口・大澤が映画を一つずつ選び紹介する。
- ご愛聴感謝クイズ
- 坂口推薦・声に出して読みたい日本語、の歌詞
坂口お気に入りの歌の歌詞の一部を朗読、その曲をかける。大澤にはピンと来ない事が多かった。

木曜日
- 劇場へ行こう
近々名古屋で行なわれる舞台について、出演者のインタビューや公演情報を伝えるコーナー。村上が以前担当していた「おまかせ☆ないと」でもやっていた。

金曜日
- 教えて!敬ちゃん
元「ミッドナイト東海」パーソナリティにして、現サンデーフォーク取締役・奥山敬造を交えてトークを行なう。
- ときめいてプレゼンテーション
「プレゼン」と、名前が付いているが、内容の殆どは「なりきりカラオケバトル」だった。最初に今週のお題とされる曲が全て流れ、その後源石・西村が1回ずつ歌い（先攻後攻はジャンケンで決める）、原曲にいかに似せて歌えるかどうかを競うというもの。投票はリスナーが行い、勝者に投票したほうにはプレゼントが贈られる。曲は演歌やアニソンなど、1980年代のものが中心であった。

## 番組名の由来
- 業界では「1クール」が13週、約3か月を表す言葉なので、半年間（26週）の番組であるので2クールという由来と、二人のパーソナリティで楽しく番組を「ツークール」（作る）という意味がある。

## 備考・エピソード
- 番組のオープニングは、タイトルコールの後その日の出演者がリクエストのあて先（E-mailアドレスとFAX番号）を読み上げる。読み上げは女性出演者が担当するのが原則である（またはアシスタント格の出演者）。ただしここでいう「リクエスト」とは7時台後半のアーティスト特集で取り上げるアーティストの曲のリクエストであり、フリーリクエストは採用していない。（フリーリクエストの時間が設けられていないためである）
- 東海ラジオは、NRN系列ネット番組（2005年は松本ひでおのショウアップナイターストライク!、2006年・2007年は松本ひでおのショウアップナイターネクスト、2008年は松本ひでおのショウアップナイターGO!GO!）をネットしていないが、19時台後半のCMのみNRN系列共通スポンサーとなる。
- 先述の通り、東京支社のスタジオから生放送を行う曜日（2006年は月曜日、2007年・2008年は水曜日）は、名古屋の本社スタジオにいる東海ラジオアナウンサーがニュース・天気予報を読み上げるが、時間がある場合は、両者によるクロストークも楽しめる。
2008年度は、20時台のニュース終了後にクロストークが行われる事が非常に多く、角田・山口共に、パーソナリティー（兵藤ゆき・タイムマシーン3号）にいじられることもしばしばある。
- 2005年度の金曜日の放送で、同じ中日新聞社資本の放送局・三重テレビ放送で放送のワクドキ!元気の特別企画として、2COOL!が放送されていたスタジオと三重テレビ本社をつなぐコラボレーションが行われた。なお、2COOL!側のゲストは天野鎮雄とワクドキ!元気司会者の松原敬生であった。東海ラジオと三重テレビの各放送エリアがかぶる地域では、テレビとラジオの同時生中継時間帯の様子を見聞きする事ができた。
- 2006年11月20日の放送は、ドラゴンズ情報が、大学・社会人ドラフトの前日だったため、東京支社からの放送で、担当の村上和宏が、パーソナリティーの大仁田厚にいじられまくった。また、この日が公休で、上京時にたまたま東京支社に立ち寄った川島葵が、パーソナリティー2人につかまり、20時台の「くるくるファイヤー」を川島を含めた3人で進行した。
- 2006年の月曜日は大仁田厚が担当していることから、よく政治・国会の話題が出るが、東京から放送されているとはいえ、東京近郊までは放送エリアではないため、様々な話をすることが多いほか、月曜日のゲストには、過去に古賀誠などの大物ゲストが登場することがある。
  - 2006年シーズンの月曜ゲストに、大仁田と仲が良い当時のそのまんま東（現・宮崎県の東国原英夫知事）が登場したこともあった。その際、東が東京で放送されていないことなどもあってか、大仁田らとのフリートーク中に宮崎県知事に立候補するかもしれないともらしていた。しかしまだ正式に立候補するとマスコミで語っていなかったこともあり、深くはほりさげなかった[2]。
- 2006年版では、年度途中にパーソナリティーの交代が行われる異例の事態が発生した。坂口が負傷療養のため、1月19日付で番組降板したためである。上述の通り、1月22日放送より火曜日はタックインと山崎が担当することとなり、金曜日は坂口の後任として若杉が起用された。なお、坂口のピンチヒッターとして1月16日放送では青山が、1月19日放送では深谷が出演した。
- 2007年3月5日・3月12日の月曜日は東京スタジオが改修工事のため、5日は大仁田がゲストで大澤・青山が、12日は黒田治がゲストで安蒜・山崎がパーソナリティーを務める特別編成となった。
- 2008年度の火曜日コーナー『火曜日のイマジン』は、東海テレビ祭りの会場でも行われた事がある（ただし色っぽい場面は無し）。出演は、多田木・山崎・成田だった。ちなみに、この時は誰も台詞を間違えなかった。
また、2008年12月9日は、19時台を前編・20時台を後編とする2部構成で放送した。この日は、まだ社内に残っていた川島葵と、夜勤担当の相川真一もドラマに出演したが、際どい場面に関しては、全て後編に放送した。
2009年2月9日では、コーナーを放送して以来　初めて台詞などを間違えた演者が一人も出なかったため、翌週の放送では、間違えたら通常の3倍支払うという特別ルールで進行する事となった。
- 2008年10月2日の放送では、木曜の初回放送日であるにもかかわらず、吉川が川嶋あいのファンである事を公言。次週（10月9日）の放送で、30人以上リクエストが来れば曲を流せるという事になったのだが、当日放送までに来たリクエストの総数は、見事30人。これにより、吉川たっての希望で明日への扉を流す事となった。なお、30人以上来ていなかった場合　坂口が好きなB'zの曲を流す予定であった。
  - 2009年1月1日の放送では、殆どの時間をフリーリクエストに充てたが、その際　川嶋あいの曲（『見えない翼』）も流れたため、坂口を含め上記の事を覚えていたリスナーからは「これは吉川本人がリクエストしたのか?」と勘違いされていた。無論、本人はその場で否定した。
- 同じく2009年1月1日では、新春特別企画として『美奈子!反撃!!』を放送。内容は、通常　木曜日で放送している『秀樹!感劇!!』の逆バージョンで、吉川が出題し、坂口が答えるというもの。なお、同コーナーの最後に、大澤から吉川へのダメ出しが来た。

## この枠の2009年度オフ以降
- 2008年度オフまで平日のナイターオフで編成していた東海ラジオ制作の自社ワイドは2009年度以降19時までに縮小されて継続されている。一方2009年度オフ以降の平日19時以降はニッポン放送制作のNRN向けオフワイド番組（2014年度は『今夜もオトパラ!』が該当番組）をネットしている。
- ただし、10月・11月は中日ドラゴンズがクライマックスシリーズや日本シリーズに出場の可能性のある場合「ガッツナイタースペシャル」が編成されてこれらの番組は休止となっている。なお、2012年以降は中日の出場有無に関わらずクライマックスシリーズや日本シリーズの中継を行っている（2015年からはクライマックスシリーズについては中日不出場の場合、一部中継しない試合あり）。
- また、2015年度オフから2018年オフまでは、19時台のニッポン放送からのネット受けは継続する一方、20時台に新たな自社制作の帯番組として『TOKAIRADIO×TSUTAYA LIFESTYLE MUSIC 929』（ただし収録放送。ナイターイン期間は深夜2時台に編成）が編成されている。2019年オフはこれに代わり『クリエイターズ』を編成（現在は深夜1時台に編成）したが、2020年オフは6年ぶりに20時台もニッポン放送からのネット受けとなる予定。

| 東海ラジオ ナイターオフ平日18時台                 | 東海ラジオ ナイターオフ平日18時台                            | 東海ラジオ ナイターオフ平日18時台                                                                        |
| 前番組                                            | 番組名                                                       | 次番組                                                                                                   |
| ------------------------------------------------- | ------------------------------------------------------------ | --- |
| 2003年度 ドラゴンズガッツ・ナイト （18:00~19:00） | 2004年度〜2008年度 2COOL!                                    | 2009年度 安蒜豊三 夕焼けナビ （2009年度オフのみ19:00まで拡大）                                           |
| 東海ラジオ ナイターオフ平日夜7時以降の番組        |                                                              | |
| 2003年度 夜はこれから （19:00~20:30）             | 2004年度〜2008年度 2COOL! - （ここまで東海ラジオ自社制作枠） | 2009年度 ショウアップナイターバッテリー （これ以降ニッポン放送制作の ナイターオフワイドを19時~飛び乗り） |